# Talvez eu Seja Mesmo Calado, mas eu sei Exatamente o que eu Quero
Talvez eu Seja Mesmo Calado, mas eu sei Exatamente o que eu Quero é o primeiro EP da banda brasileira de rock Selvagens à Procura de Lei, lançado em 2010 de forma independente.
A canção "Doce/Amargo" foi regravada no primeiro álbum de estúdio do grupo, Aprendendo a Mentir.

## Faixas
1. "Patrícia Narcisista"
2. "Madaceda"
3. "Acidentes Acontecem"
4. "Doce/Amargo"
5. "Reis de São Paulo"